# Демократски покрет Србије
Демократски покрет Србије познатији као ДЕПОС је била политичка коалиција десног центра састављена пред изборе 1992. и 1993.
ДЕПОС-у су припадале следеће странке:
- Српски покрет обнове;
- Демократска странка Србије (до 1993);
- Српска либерална странка;
- Нова демократија.

На изборима 1992 осваја 16,89% и 50 посланика.
Уочи избора 1993. ДСС напушта коалицију, али јој се зато придружују Грађански савез Србије и Народна сељачка странка. На тим изборима ДЕПОС добија 16,64% и 45 посланика.
Коалиција ће се разбити одмах после избора због тога што ће Нова демократија направити коалициони споразум са СПС-ом и подржаће владу Мирка Марјановића.